# Gilles Villeneuve
Joseph Gilles Henri Villeneuve, mais conhecido como Gilles Villeneuve (pronúnciaⓘ), (Saint-Jean-sur-Richelieu, 18 de janeiro de 1950 — Lovaina, 8 de maio de 1982) foi um automobilista canadense.

## Carreira
Villeneuve nasceu na província do Quebec. Era filho de um afinador de pianos e estreou no automobilismo em 1975, após uma breve e vitoriosa carreira como piloto de snowmobile em campeonatos de seu país. Foi campeão canadense e norte-americano de Fórmula Atlantic, em 1976, e repetiu o título canadense em 1977. Neste ano, em uma corrida no circuito de Trois-Rivières que contou com a presença de pilotos da Fórmula 1, derrotou e impressionou positivamente o então campeão mundial, o inglês James Hunt, o que lhe rendeu um convite para disputar o Grande Prêmio da Grã-Bretanha, em Silverstone, com um terceiro carro da equipe McLaren.
Nesta prova, com um velho McLaren M23 - mesmo modelo com que o brasileiro Emerson Fittipaldi vencera o campeonato de 1974 - Gilles largou na 9ª posição, entre os pilotos oficiais da equipe, Hunt e o alemão Jochen Mass, porém problemas mecânicos o atrasaram e o canadense terminou a corrida em 11º lugar. A McLaren não convidou mais Gilles para as provas seguintes, mas a sua já crescente reputação e seu estilo arrojado lhe renderam um convite para ser piloto da equipe Ferrari, ainda em 1977, para ser companheiro do argentino Carlos Reutemann. Gilles é muito lembrado pelo seu lendário duelo no Grande Prêmio da França de 1979 contra o piloto francês René Arnoux da Renault. O arrojo de ambos os pilotos nesse confronto foi tão grande que René e Gilles chegaram a ficar lado a lado em uma mesma curva a mais de 150 km/h, Após sucessivas ultrapassagens de ambos os pilotos, Gilles Villeneuve venceria o confronto e receberia a bandeirada em segundo, seguido do próprio Arnoux em terceiro. Após a corrida o francês diria uma frase marcante: "Ele me venceu, mas isso não me preocupa, pois sei que fui vencido pelo melhor piloto do mundo".

### A passagem pela Ferrari
Foi ao volante dos carros vermelhos da equipe italiana que Gilles proporcionou aos espectadores da Fórmula 1 momentos de bravura e perícia que lhe fizeram ser comparado ao lendário Tazio Nuvolari e uma série de acidentes impressionantes --- que lhe renderam o apelido de "piloto voador". No mais grave deles, no Grande Prêmio do Japão de 1977, Villeneuve bateu com seu Ferrari 312T2 nº11 no Tyrrell P34 nº3 do sueco Ronnie Peterson, e o carro do piloto canadense foi lançado na direção de dois espectadores que assistiam a prova em local proibido e que morreram.
Em 1979 a Ferrari substituiu Reutemann pelo sul-africano Jody Scheckter. A nova dupla garantiu o primeiro e o segundo lugares, com Scheckter campeão por antecipação, além do Campeonato Mundial de Construtores. A partir do ano seguinte 1980, por promessa do próprio comendador Enzo Ferrari, a equipe passou a direcionar esforços em prol de Villeneuve, mas não foi capaz de se manter na frente dos outros times.

### O desentendimento com Pironi e o boato sobre a vinda para a Williams
Depois de duas vitórias e uma boa temporada em 1981, quando a Ferrari entrou para o grupo das equipes com motores Turbo, Villeneuve se tornou o maior favorito para a temporada de 1982. No entanto, a Ferrari não deixou clara essa posição para o outro piloto da equipe, o francês Didier Pironi. No Grande Prêmio de San Marino, a corrida contou com 7 equipes: Ferrari, Renault, Alfa Romeo, Tyrrell, Toleman, Osella e ATS, enquanto que as demais boicotaram por divergências políticas. Pironi ultrapassou Villeneuve nas voltas finais, descumprindo o acordo entre os dois e a equipe, e venceu a prova. O fato abriu uma crise interna, já visível pelo piloto canadense no pódio após a corrida. Acabou sendo o último grande prêmio disputado por Villeneuve. Logo surgiram boatos de que ele, magoado com a Ferrari, pilotaria para a equipe Williams na temporada de 1983.

## Morte
Em 8 de maio de 1982, Gilles Villeneuve morreu após um acidente durante a sessão de qualificação final para o Grande Prêmio da Bélgica em Zolder. No momento do acidente, Didier Pironi havia marcado um tempo de 0,1s mais rápido que Villeneuve para o sexto lugar. Villeneuve estava usando seu último conjunto de pneus de qualificação; alguns dizem que ele estava tentando melhorar seu tempo na última volta, enquanto outros sugerem que ele estava especificamente tentando superar o melhor tempo feito por Pironi. Entretanto, o biógrafo de Villeneuve, Gerald Donaldson, cita o engenheiro de corrida da Ferrari, Mauro Forghieri, dizendo que o canadense, embora continuando com a sua maneira habitual, estava retornando aos boxes quando o acidente ocorreu. Em caso afirmativo, ele não teria definido um tempo naquela volta.
Com oito minutos restantes para o fim da sessão, Villeneuve aproveitou a sessão depois da primeira chicane e encontrou o March de Jochen Mass retornando para os boxes em velocidade menor através da Butte, uma curva de alta velocidade para a mão esquerda antes da seção de mão direita da Terlamenbocht. Mass viu Villeneuve aproximar-se em alta velocidade e virou-se para a direita para não atrapalhar o canadense. No mesmo instante, Villeneuve também virou para a direita para passar o carro mais lento. A Ferrari bateu na traseira do carro do alemão e foi lançada ao ar, a cerca de 220 km/h. O carro voou por 100 m antes de cair no chão e se desintegrar. Villeneuve, ainda preso ao seu assento, mas sem o seu capacete, foi arremessado a mais de 50 m dos destroços para a cerca de proteção na borda externa da curva Terlamenbocht.
Vários pilotos pararam e correram para o local. Entre eles, John Watson e Derek Warwick puxaram Villeneuve, e viram o rosto do canadense azul. O primeiro médico chegou em 35 segundos para descobrir que Villeneuve não estava respirando, embora seu pulso continuasse. O piloto foi entubado e ventilado antes de ser transferido para o centro médico do circuito e, em seguida, de helicóptero para o Hospital Universitário St. Raphael em Lovaina, onde uma fratura fatal do pescoço foi diagnosticada. Villeneuve foi mantido vivo em suporte vital, enquanto sua esposa Joann Barthe viajou de Monte Carlo para o hospital e os médicos consultaram especialistas em todo o mundo. Depois que Joann chegou na Bélgica, Gilles Villeneuve foi oficialmente declarado morto às 21:12 (Horário de Verão da Europa Central, UTC+2). Ele tinha 32 anos de idade.
Apesar de a tragédia no automobilismo não ser algo tão inesperado na época - ainda menos diante do estilo de pilotagem característico de Villeneuve - o acidente causou, entre os pilotos e principalmente junto ao público, uma comoção que só foi igualada doze anos depois, com a morte de Ayrton Senna. Mesmo aqueles que tiveram as mais árduas disputas com o canadense na pista, como o francês René Arnoux, admiravam seu caráter simpático e amigável e sua lealdade como competidor, mesmo com tanto arrojo.
Além da esposa, Gilles Villeneuve deixou um casal de filhos: Melanie e Jacques Villeneuve, que foi campeão na Fórmula 1 na temporada de 1997. O irmão de Gilles, também chamado de Jacques-Joseph Villeneuve, obteve moderado sucesso nas categorias de acesso por onde Gilles passou, mas na Fórmula 1 ele falhou em três tentativas de colocar o carro no grid. Na Fórmula Indy atuou em 36 provas e obteve uma vitória no Grande Prêmio de Road America em Elkhart Lake em 1985.

## Vitórias na Fórmula 1
- Grande Prêmio do Canadá de 1978
- Grande Prêmio da África do Sul de 1979
- Grande Prêmio dos Estados Unidos de 1979
- Grande Prêmio do Oeste dos Estados Unidos de 1979
- Grande Prêmio de Mônaco de 1981
- Grande Prêmio da Espanha de 1981

## Todos os Resultados de Gilles Villeneuve na Fórmula 1
(legenda) (Corrida em negrito indica pole position, corridas em itálico indica volta mais rápida)
| Ano  | Nome Oficial da Equipe     | Chassis        | Motor                | Pneus | 1       | 2       | 3       | 4       | 5       | 6      | 7       | 8       | 9       | 10      | 11      | 12      | 13      | 14      | 15      | 16      | 17      | Pontos   | Posição  |
| ---- | -------------------------- | -------------- | -------------------- | ----- | ------- | ------- | ------- | ------- | ------- | ------ | ------- | ------- | ------- | ------- | ------- | ------- | ------- | ------- | ------- | ------- | ------- | -------- | -------- |
| 1982 | Scuderia Ferrari SpA SEFAC | Ferrari 126 C2 | Ferrari 021 V6 Turbo | G     | AFS Ret | BRA Ret | USW DSQ | SMR 2º  | BEL DNS |        |         |         |         |         |         |         |         |         |         |         |         | 6        | 16º      |
| 1981 | Scuderia Ferrari SpA SEFAC | Ferrari 126 CK | Ferrari 021 V6 Turbo | M     | USW Ret | BRA Ret | ARG Ret | SMR 7º  | BEL 4º  | MON 1º | ESP 1º  | FRA Ret | GBR Ret | ALE 10º | AUT Ret | HOL Ret | ITA Ret | CAN 3º  | LVG DSQ |         |         | 25       | 7º       |
| 1980 | Scuderia Ferrari SpA SEFAC | Ferrari 312T5  | Ferrari 015 F12      | M     | ARG Ret | BRA 16º | AFS Ret | USW Ret | BEL 6º  | MON 5º | FRA 8º  | GBR Ret | ALE 6º  | AUT 8º  | HOL 7º  | ITA Ret | CAN 5º  | USA Ret |         |         |         | 6        | 14º      |
| 1979 | Scuderia Ferrari SpA SEFAC | Ferrari 312T3  | Ferrari 015 F12      | M     | ARG 12º | BRA 5º  |         |         |         |        |         |         |         |         |         |         |         |         |         |         |         | 471 (53) | 2º       |
| 1979 | Scuderia Ferrari SpA SEFAC | Ferrari 312T4  | Ferrari 015 F12      | M     |         |         | AFS 1º  | USW 1º  | ESP 7º  | BEL 7º | MON Ret | FRA 2º  | GBR 14º | ALE 8º  | AUT 2º  | HOL Ret | ITA 2º  | CAN 2º  | USA 1º  |         |         | 471 (53) | 2º       |
| 1978 | Scuderia Ferrari SpA SEFAC | Ferrari 312T2  | Ferrari 015 F12      | M     | ARG 8º  | BRA Ret |         |         |         |        |         |         |         |         |         |         |         |         |         |         |         | 17       | 9º       |
| 1978 | Scuderia Ferrari SpA SEFAC | Ferrari 312T3  | Ferrari 015 F12      | M     |         |         | AFS Ret | USW Ret | MON Ret | BEL 4º | ESP 10º | SUE 9º  | FRA 12º | GBR Ret | ALE 8º  | AUT 3º  | HOL 6º  | ITA 7º  | USA Ret | CAN 1º  |         | 17       | 9º       |
| 1977 | Marlboro Team McLaren      | McLaren M23    | Ford Cosworth DFV V8 | G     |         |         |         |         |         |        |         |         |         | GBR 11º |         |         |         |         |         |         |         | 0        | NC (36º) |
| 1977 | Scuderia Ferrari SpA SEFAC | Ferrari 312T2  | Ferrari 015 F12      | G     |         |         |         |         |         |        |         |         |         |         |         |         |         |         |         | CAN 12º | JAP Ret | 0        | NC (36º) |

↑1  Nos descartes